# Johann Heinrich Calisius
Johann Heinrich Calisius (Pseudonym Cloridan von Wohlau; * 1633 in Wohlau, Herzogtum Wohlau, als Johann Heinrich Keulisch; † 30. März 1698 in Gaildorf) war ein deutscher lutherischer Geistlicher und Kirchenlieddichter.

## Leben
Johann Heinrich Calisius war der Sohn des Arztes Adam Keulisch, dessen Familiennamen er latinisierte. Er erhielt seine Schulbildung in Wohlau und entschied sich anschließend zum Studium der Theologie. Ab dem Sommersemester 1650 war er an der Universität Leipzig immatrikuliert, ab dem 7. Juni 1653 an der Universität Straßburg. Das Studium schloss er 1655 als Lic. theol. ab. Bereits mit 14 Jahren legte er erste Dichtungen vor. Außerdem kam er mit führenden Mitgliedern des Pegnesischen Hirten- und Blumenordens in Nürnberg in Kontakt.
Calisius ging, da sein Vater nun Leibarzt des Herzogs Eberhard III. von Württemberg war, nach seinem Studium nach Stuttgart. Dort wurde er zunächst Informator der Söhne des Landhofmeisters Wolfgang Georg I. zu Castell-Remlingen. 1656 erhielt er eine Anstellung als 2. Diakon in Göppingen, stieg jedoch noch im selben Jahr zum 1. Diakon auf, bevor er 1661 eine Pfarrstelle in Kemnat annehmen konnte. 1663 erhielt er die Pfarrei in Münster bei Cannstatt.
Calisius nahm zum 5. Mai 1669 einen Ruf als Pfarrer von Sulzbach am Kocher und zugleich Hofprediger der Herren von Limpurg auf Schloss Schmiedelfeld an. Nachdem diese Linie der Limpurger 1682 ausstarb wurde er 1684 als Konsistorialrat und Senior sowie als Superintendent nach Gaildorf berufen. Dort hatte er außerdem bis zu seinem Tod das Hofpredigeramt bei den Limpurgern am Schloss Gaildorf inne.

## Schriften (Auswahl)
- Blaue Kornblumen oder einfältige Hirtengesänge, dreifaches Bändlein, Ulm 1655.
- Andächtige Hauskirche, Nürnberg 1676.

Kirchenlieder
Calisius veröffentlichte etwa 75 Kirchenlieder, darunter
- Ach, wie hat das Gift der Sünden,
- O du Schöpfer aller Dinge sowie
- Werde munter, meine Seele.